# Nienwohlde
 Nienwohlde ist ein Ortsteil der Gemeinde Wrestedt in der Samtgemeinde Aue im niedersächsischen Landkreis Uelzen. 

## Geografie und Verkehrsanbindung
Der Ort liegt südwestlich des Kernortes Wrestedt und südlich des Kernortes Uelzen. 
Südwestlich von Nienwohlde hat der Bornbach seine Quelle. Er fließt westlich durch das 283 ha große Naturschutzgebiet Bornbachtal. 
Die B 4 (= B 191) verläuft westlich und der Elbe-Seitenkanal verläuft östlich.